# Władcy Lomboku

## Władcy Prai
- Arja Bandżar Getas (władca Prai (Praya) ok. 1690–1700)
- Raden Ronton (ok. 1700–1720) [syn]
- Raden Pulung (ok. 1720–1740) [syn]
- Raden Lombok (ok. 1740–1760) [syn]
- Dene Bangli (ok. 1760–1780) [syn]
- Raden Pupuk (ok. 1780–1800) [syn]
- Raden Mumbul (ok. 1800–1820) [syn]
- Raden Wiratmadża (ok. 1820–1843) [syn]

## Władcy Pagesanganu
- Njoman Karang (radża Pagesanganu na wschodzie wyspy po 1700–1720)
- Zależność od Karangasemu przed 1700–1775
- Agung Putu Lebah (ok. 1720–1730) [syn]
- Gusti Nengah Tegeh (ok. 1730–1740)
- Gusti Wajahan Tegeh (ok. 1740–1775) [syn]
- Gusti Made Karangasem (1775) [syn]
- Gusti Ketut Karang (1775-po 1783) [brat]
- Lanang Nengah Karang Asem (po 1783-po 1800) [syn]
- Nengah Tegeh (po 1800–1836) [syn]

## Władcy Karangasem Singhasari
- Gusti Ngurah Made Karangasem I (radża Karangasem Singhasari na wschodzie wyspy 1775-po 1780; w Singhasari/Lomboku po 1780-?)
- Gusti Gede Ngurah Karangasem (1775–1806) [brat]
- Gusti Gede Ngurah Agung Langang Pagujangan (1806–1828; usunięty, zmarł 1837) [brat]
- Gusti Ngurah Bagus Panji Karangasem (1828–1838; usunięty, zmarł 1839)
- Gusti Gede Ngurah Jotong (1838–1839)
- Gusti Gede Ngurah Made Karangasem II (1839–1849)
- Gusti Gede Putu (regent 1849–1890)
- Anak Agung Gusti Gede Jelantik (regent 1890–1893; radża 1893–1908; abdykował, zmarł 1916) [brat]
- Anak Agung Bagus Jelantik Ketut Karangasem (1908–1950; abdykował, zmarł 1966) [syn adoptowany; bratanek]
- Anak Agung Ngurah Ketut Karangasem (1950–1991) [syn]

## Władcy Lomboku
Królestwo Mataramu
- Gusti Tjanang (radża Mataramu na wschodzie wyspy po 1800–1827) [syn Gusti Ngurah Made Karangasema I, radży Karangasem Singhasari]
- Gusti Ngurah Made Karangasem (1827–1835) [brat]
- Panowanie Singhasari 1835–1839

Królestwo Lomboku
- Anak Agung Ngurah Ketut Karangasem (1839–1870) [syn Gusti Tjananga]
- Protektorat holenderski 1843–1894
- Ratu Agung Ngurah Gede Karangasem (1870–1894; usunięty, zmarł 1895) [brat]
- Anak Agung Ketut (1894)
- Anak Agung Nangah Karang (1894–1895)
- Holenderskie Indie Wschodnie podbijają Lombok 1895